# Lysimachia liukiuensis
Lysimachia liukiuensis är en viveväxtart som beskrevs av Hatusima. Lysimachia liukiuensis ingår i släktet lysingar, och familjen viveväxter. Inga underarter finns listade i Catalogue of Life.